# Bandon (County Cork)
Bandon (County Cork) (Irsk: Droichead na Bandan) er en irsk by i County Cork i provinsen Munster, i den sydlige del af Republikken Irland med en befolkning (inkl. opland) på 5.822 indb i 2006 (5.161 i 2002)